# Sarah Jessica Parker
Sarah Jessica Parker (Nelsonville (Ohio), 25 maart 1965) is een Amerikaans televisie- en filmactrice. Ze won in zowel 2000, 2001, 2002 als 2004 een Golden Globe en in 2004 ook een Emmy Award voor haar hoofdrol als Carrie Bradshaw in de Amerikaanse serie Sex and the City.

## Carrière
Parker was het vierde van acht kinderen. Al van kinds af aan volgde ze zang- en danslessen. In 1976 verhuisde het gezin naar New Jersey, kort nadat Sarah Jessica een rol had gekregen in haar eerste Broadway-musical, The Innocents. Ze ging tot 1982 naar de Dwight Morrow High School in Englewood, New Jersey terwijl ze al enkele rollen in theaterproducties neerzette. In dat jaar kreeg ze haar eerste tv-rol aangeboden bij de Amerikaanse zender CBS in de sitcom Square Pegs. Nadat ze afgestudeerd was, besloot ze zich ten volle op haar acteercarrière te storten. Ze speelde mee in films als Footloose en Honeymoon in Vegas, maar verwierf echt grote internationale bekendheid in 1998 als Carrie Bradshaw in de sitcom Sex and the City.

## Persoonlijk
Parker trouwde op 19 mei 1997 met Matthew Broderick. Ze had al eerder relaties met onder meer John F. Kennedy jr., Robert Downey jr. en zanger Joshua Kadison. Het paar heeft samen twee dochters en een zoon.

## Trivia
- Parker is in de Verenigde Staten ambassadeur voor UNICEF.
- In 2005 bracht zij haar eigen parfum uit, genaamd 'Lovely'.
- Jessie uit het gelijknamige nummer van Joshua Kadison is gebaseerd op Sarah Jessica Parker.

## Prijzen
- 1999: Golden Globe – "Best Actress in a Comedy or Musical Series" – Sex and the City
- 2000: Golden Globe – "Best Actress in a Comedy or Musical Series" – Sex and the City
- 2005: Emmy Award – "Best Lead Actress in a Comedy Series" – Sex and the City

## Filmografie
- The Little Match Girl (televisiefilm, 1974) – Little Match Girl
- Annie (Broadway-musical, 1978-1980) – Annie
- Rich Kids (1979) – rol onbekend (scènes verwijderd)
- Drawing Power (televisieserie) – alle meisjes (stem, 1980)
- 3-2-1 Contact (televisieserie) – Annie (afl. "Hot/Cold: People's Temperatures", 1980; afl. "Hot/Cold: Animal and Plant Adaptations", 1980; afl. "Hot/Cold: Heat and Work", 1980)
- My Body, My Child (televisiefilm, 1982) – Katy
- Somewhere, Tomorrow (1983) – Loni Anderson
- Square Pegs (televisieserie) – Patty Greene (afl. "Pilot", 1982; afl. "A Cafetaria Line", 1982; afl. "No Substitutions", 1983)
- Footloose (1984) – Rusty
- ABC Afterschool Specials (televisieserie) – Suzanne Henderson (afl. "The Almost Royal Family", 1984)
- Firstborn (1984) – Lisa
- Girls Just Want to Have Fun (1985) – Janey Glenn
- Going for the Gold: The Bill Johnson Story (televisiefilm, 1985) – Maggie
- A Year in the Life (miniserie, 1986) – Kay Erickson
- Hotel (televisieserie) – Rachel (afl. "Hearts Divided", 1986)
- The Alan King Show (televisiefilm, 1986) – Samantha Cooper
- Flight of the Navigator (1986) – Carolyn McAdams
- The Room Upstairs (televisiefilm, 1987) – Mandy Janovic
- A Year in the Life (televisieserie) – Kay Ericson Gardner (afl. onbekend, 1987-1988)
- Dadah Is Death (televisiefilm, 1988) – Rachel Goldman
- Life Under Water (televisiefilm, 1989) – Amy-Beth
- Pursuit (televisiefilm, 1989) – Miriam
- The Ryan White Story (televisiefilm, 1989) – Laura
- Equal Justice (televisieserie) – Jo Ann Harris (26 afl., 1990-1991)
- L.A. Story (1991) – SanDeE*
- In the Best Interest of the Children (televisiefilm, 1992) – Callie Cain
- Honeymoon in Vegas (1992) – Betsy/Donna
- Hocus Pocus (1993) – Sarah Sanderson
- Striking Distance (1993) – Jo Christman
- Ed Wood (1994) – Dolores Fuller
- Miami Rhapsody (1995) – Gwyn Marcus
- If Lucy Fell (1996) – Lucy Ackerman
- The Substance of Fire (1996) – Sarah Geldhart
- The First Wives Club (1996) – Shelly Stewart
- Extreme Measures (1996) – Jodie Trammel
- Mars Attacks! (1996) – Nathalie Lake
- 'Til There Was You (1997) – Francesca Lanfield
- Stories from My Childhood (televisieserie) – vertelster (afl. "Cinderella", 1998)
- Dudley Do-Right (1999) – Nell Fenwick
- Sex and the city (televisiefilm, 2000) – Carrie Bradshaw
- State and Main (2000) – Claire Wellesley
- Life Without Dick (2002) – Colleen Gibson
- Sex and the City (televisieserie) – Carrie Bradshaw (94 afl., 1998-2004)
- Strangers with Candy (2005) – rouwbegeleidster Peggy Callas
- The Family Stone (2005) – Meredith Morton
- Failure to Launch (2006) – Paula
- Flicka (2006) – Flicka
- Sesame Beginnings: Moving Together (video, 2007) – rol onbekend
- Spinning Into Butter (2007) – Sarah Daniels
- Smart People (2008) – Janet
- Sex and the City (2008) – Carrie Bradshaw
- A Family Affair (2008) – rol onbekend
- Did You Hear About the Morgans? (2009) – Meryl Judith Morgan
- Sex and the City 2 (2010) – Carrie Bradshaw
- I Don't Know How She Does It (2011) – Kate Reddy
- New Year's Eve (2011) – Kim
- Glee (televisieserie) – Isabelle Klempt (3 afl., 2012-2013)
- Divorce (televisieserie) – Frances (2018-heden)
- And Just Like That... (2021–2025) – Carrie Bradshaw
- Hocus Pocus 2 (2022) - Sarah Sanderson